# Thyge Petersen
Thyge Alexander Petersen, född 28 maj 1902 i Horsens, död 1 januari 1964 i Odense, var en dansk boxare.
Petersen blev olympisk silvermedaljör i lätt tungvikt i boxning vid sommarspelen 1924 i Paris.